# Пески (Нижнегорский район)
Пески́ (до 1948 года ху́тор Касья́ненко; укр. Піски, крымскотат. Peski, Пески) — исчезнувшее село в Нижнегорском районе Республики Крым, располагавшееся на севере района, на берегу одного из заливов Сиваша, примерно в 3 км к северу от современного села Любимовка.

## История
Впервые в доступных источниках поселение встречается в Списке населённых пунктов Крымской АССР по Всесоюзной переписи 17 декабря 1926 года, согласно которому в селе Тархан (бывший Касьяненко) Средне-Джанкойского сельсовета Джанкойского района
числилось 9 дворов, все крестьянские, население составляло 44 человека, из них 41 русский и 3 украинца. Постановлением Президиума КрымЦИКа «Об образовании новой административной территориальной сети Крымской АССР» от 26 января 1935 года был образован Колайский район (переименованный указом ВС РСФСР № 621/6 от 14 декабря 1944 года в Азовский) и село включили в его состав.
После освобождения Крыма от фашистов, 12 августа 1944 года было принято постановление № ГОКО-6372с «О переселении колхозников в районы Крыма» и в сентябре 1944 года в Азовский район Крыма приехали первые новоселы (162 семьи) из Житомирской области, а в начале 1950-х годов последовала вторая волна переселенцев из различных областей Украины. С 25 июня 1946 года селение в составе Крымской области РСФСР. Указом Президиума Верховного Совета РСФСР от 18 мая 1948 года бывший хутор Касьяненко переименовали в Пески. 26 апреля 1954 года Крымская область была передана из состава РСФСР в состав УССР. На 15 июня 1960 года село числилось в составе Ковровскийого сельсовета. Указом Президиума Верховного Совета УССР «Об укрупнении сельских районов Крымской области» от 30 декабря 1962 года Азовский район был упразднён, и село присоединили к Джанкойскому району. 1 января 1965 года указом Президиума ВС УССР «О внесении изменений в административное районирование УССР — по Крымской области» село включили в состав Нижнегорского района. Ликвидировано, согласно справочнику, в период с 1954 по 1968 год, но, видимо, с 1965 по 1968 год, так как оно было упразднено как село ныне не существующего Ковровского сельсовета Нижнегорского района.